# Зимний кубок Норчи
Зимний кубок Норчи (англ. Norcia Football Winter Cup) — ежегодный международный футбольный турнир, который проводился с 1999 по 2006 год в итальянском городе Норча. В 7 из 8 розыгрышах победу одерживали румынские команды. Единственный раз гегемонию команд из Румынии прервал болгарский «Литекс», выигравший турнир 2001 года. В последний раз турнир был проведён в 2006 году.

## История

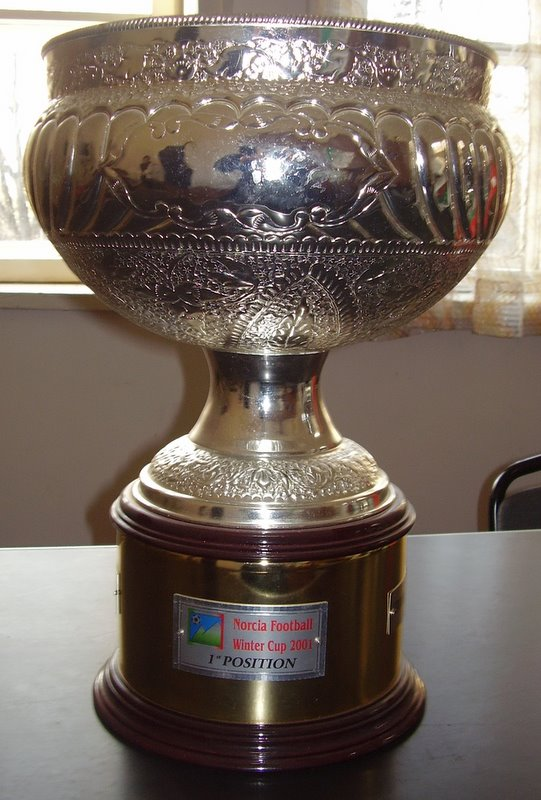
Трофей 2001 года

Организатором турнира выступал местный бизнесмен Карло Бьянкони, владевший несколькими отелями. Победитель первого розыгрыша 1999 года получил право бесплатно провести сборы в Норчи в следующем году, а команда финишировавшая второй — 50 % скидку. Участниками турнира стали шесть команд. Первоначально в турнире должен был выступить хорватский «Задар», но в итоге его заменил итальянский клуб «Тернана» из Серии В. Из-за снегопада в Норче матч российского «Шинника» и польского «Заглембе» был проведён в Терни. Обладателем Зимнего кубка 1999 года стал «Стяуа», а в следующем году победу на турнире праздновал другой бухарестский клуб «Национал». В 2001 году победителем единственный раз в истории турнира стала нерумынская команда — «Литекс» из Ловеча.
В дальнейшем на Зимнем кубке побеждали: «Арджеш» (2002), «Университатя» (2003), «Орадя» (2004) и «Политехника» (2005, 2006).
В 2003 году победитель получил приз в размере 13 тысяч евро, финалист — 7 тысяч евро, а бронзовый призёр — 5 тысяч евро. Финальная игра турнира того года завершилась победой «Университати» над запорожским «Металлургом» в серии пенальти (4:3). При этом после первого тайма румыны приняли решение не выходить на второй тайм, поскольку по их мнению судейство велось в пользу украинской команды. В итоге игра продолжилась спустя 40 минут, а тренер «Университати» был удалён на трибуну.

## Результаты
| Год  | Уч |                        | Победитель             | 2-е место               | 3-е место           | 4-е место |
| ---- | -- | ---------------------- | ---------------------- | ----------------------- | ------------------- | --------- |
| 1999 | 6  | Стяуа (Бухарест)       | Заглембе (Любин)       | Единство (Бихач)        | Шинник (Ярославль)  |           |
| 2000 | 20 | Национал (Бухарест)    | Астра (Плоешти)        | Стяуа (Бухарест)        | ЦСКА (Москва)       |           |
| 2001 | 20 | Литекс (Ловеч)         | Стяуа (Бухарест)       | Политехника (Тимишоара) | Рапид (Бухарест)    |           |
| 2002 | 16 | Арджеш (Питешти)       | Полония (Варшава)      | Зимбру (Кишинёв)        | Стяуа (Бухарест)    |           |
| 2003 | 16 | Университатя (Крайова) | Металлург (Запорожье)  | Политехника (Тимишоара) | Рапид (Бухарест)    |           |
| 2004 | 5  | Орадя                  | Университатя (Крайова) | Албания Б               | Арджеш (Питешти)    |           |
| 2005 | 8  | Политехника (Яссы)     | Орадя                  | Висла (Плоцк)           | Васлуй              |           |
| 2006 | 6  | Политехника (Яссы)     | Албания Б              | Чахлэул (Пьятра-Нямц)   | Янг Феллоуз Ювентус |           |

## Лучшие бомбардиры
| Год  | Лучший бомбардир | Клуб     | Голов |
| ---- | ---------------- | -------- | ----- |
| 1999 | Лауренциу Рошу   | Стяуа    | 6     |
| 2000 | Сабин Илие       | Национал | 7     |
| 2001 | Эуджен Трикэ     | Стяуа    | 10    |

## Победители по странам
| № | Страна               | Золото | Серебро | Бронза | Всего |
| - | -------------------- | ------ | ------- | ------ | ----- |
| 1 | Румыния              | 7      | 4       | 4      | 15    |
| 2 | Болгария             | 1      | 0       | 0      | 1     |
| 3 | Польша               | 0      | 2       | 1      | 3     |
| 4 | Албания              | 0      | 1       | 1      | 2     |
| 5 | Украина              | 0      | 1       | 0      | 1     |
| 6 | Босния и Герцеговина | 0      | 0       | 1      | 1     |
| 6 | Молдова              | 0      | 0       | 1      | 1     |